# O Amor, o Sorriso e a Flor
O Amor, o Sorriso e a Flor es el segundo álbum de estudio por el músico brasileño João Gilberto, publicado en 1960. El título en portugués se traduce como El amor, la sonrisa y la flor, y proviene de una línea de la canción «Meditação», canción compuesta por Antônio Carlos Jobim y Newton Mendonça, la cual está incluida en el álbum.

## Recepción de la crítica
Richard S. Ginell, escribiendo para AllMusic, le dio una calificación perfecta de 5 estrellas y dijo: “Este disco de vital importancia introdujo a Joao Gilberto, Antonio Carlos Jobim y, por lo tanto, a la bossa nova en los Estados Unidos en 1961, un año antes de que Stan Getz lograra un éxito con «Desafinado» [...] Varios estándares en espera de Jobim – «Samba de Uma Nota Só, «Corcovado», «Meditação», «Outra Vez» – se escucharon por primera vez en Norteamérica en este LP”.

## Lista de canciones
| Lista de canciones de O Amor, o Sorriso e a Flor |                          |                                       |          |  |
| N.º                                              | Título                   | Escritor(es)                          | Duración |  |
| 1.                                               | «Samba de Uma Nota Só»   | Antônio Carlos Jobim Newton Mendonça  | 1:38     |  |
| 2.                                               | «Doralice»               | Dorival Caymmi Antônio Almeida        | 1:28     |  |
| 3.                                               | «Só em Teus Braços»      | Jobim                                 | 1:48     |  |
| 4.                                               | «Trevo de Quatro Folhas» | Mort Dixon Harry M. Woods Nilo Sérgio | 1:25     |  |
| 5.                                               | «Se É Tarde, Me Perdoa»  | Carlos Lyra Ronaldo Bôscoli           | 1:47     |  |
| 6.                                               | «Um Abraço no Bonfá»     | João Gilberto                         | 1:39     |  |
| 7.                                               | «Meditação»              | Jobim Mendonça                        | 1:47     |  |
| 8.                                               | «O Pato»                 | Jayme Silva Neuza Teixeira            | 1:59     |  |
| 9.                                               | «Corcovado»              | Jobim                                 | 2:00     |  |
| 10.                                              | «Discussão»              | Jobim Mendonça                        | 1:52     |  |
| 11.                                              | «Amor Certinho»          | Roberto Guimarães                     | 1:53     |  |
| 12.                                              | «Outra Vez»              | Jobim                                 | 1:56     |  |

## Créditos
Créditos adaptados desde las notas del álbum.
- João Gilberto – voz principal, guitarra clásica
- Aloysio de Oliveira – productor
- Antônio Carlos Jobim – director musical, arreglos
- Francisco Pereira – fotografía
- Cesar Gomes Villela – diseño de portada